# Rotileștii Mici, Vrancea
Rotileștii Mici este un sat în comuna Câmpuri din județul Vrancea, Moldova, România.